# 冷泉為恭
冷泉 為恭（れいぜい ためちか、1823年10月20日〈文政6年9月17日〉- 1864年6月8日〈元治元年5月5日〉）は、幕末期に活躍した公家召抱えの復古大和絵の絵師。幼名は晋三。出家後は心蓮（しんれん）。初名は狩野 永恭（かのう えいきょう）、のち冷泉為恭に改める（「冷泉」の姓は自らが冷泉家に無断で名乗ったもので、公家の出自ではない）。また蔵人所衆である岡田氏に養子入りしたため、岡田 為恭（おかだ ためちか）とも言われ、絵にしばしば岡田氏の本姓である菅原姓で署名している。為恭の読みは、岡田氏に養子入りする前は「ためたか」、養子後は「ためちか」と名乗ったというのが通説である。
最高級の絵の具を惜しげも無く用いた濃彩画を得意としたが、障壁画や白描画、仏画にも当時としては傑作といわれるほどの名画を残している。
江戸幕府側とも交流があったため、尊王攘夷派から敵視され、数え年42歳にして殺害された。

## 略歴

### 狩野派から大和絵へ
京狩野の絵師狩野永泰と、俳人北川梅價の娘織乃の第三子として生まれる。京狩野9代目の狩野永岳は父永泰の実兄で、為恭の伯父にあたる。父方の祖父も景山洞玉（狩野永章）という絵師であり、三代にわたる京狩野の家系である。両親は初め為恭が絵師になるのを好まず、狂言師にするつもりだったが、為恭は絵師、それも京狩野ではなく大和絵復興を志す。特定の絵師に師事せず、高山寺、神護寺、聖護院などの社寺に所蔵される古画の模写や古物の写生を重ね、国学者や有職学者を訪ねて有職故実を学んだ。17歳で既に画才に優れ、89種もの絵巻物を模写していたことが記され、18歳で国学者の長沢伴雄に「いとおもしろき志ある男也」と評されている。天保14年（1843年）、幕府の奥絵師で模写に情熱を燃やしていた狩野養信から『年中行事絵巻』の模写を依頼されており、為恭は江戸の御用絵師で最高の格式を持っていた養信からも技量を認められたことを物語る。
紀州藩主徳川治宝が進めた『春日権現験記』の模写にも浮田一蕙らとともに参加した。

### 貴族志向と円熟

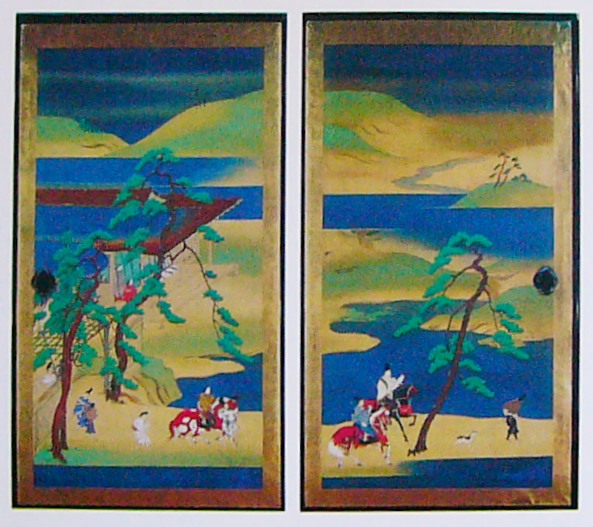
『鷹狩・曲水宴図襖絵』のうち鷹狩図2面（1855-56年作）

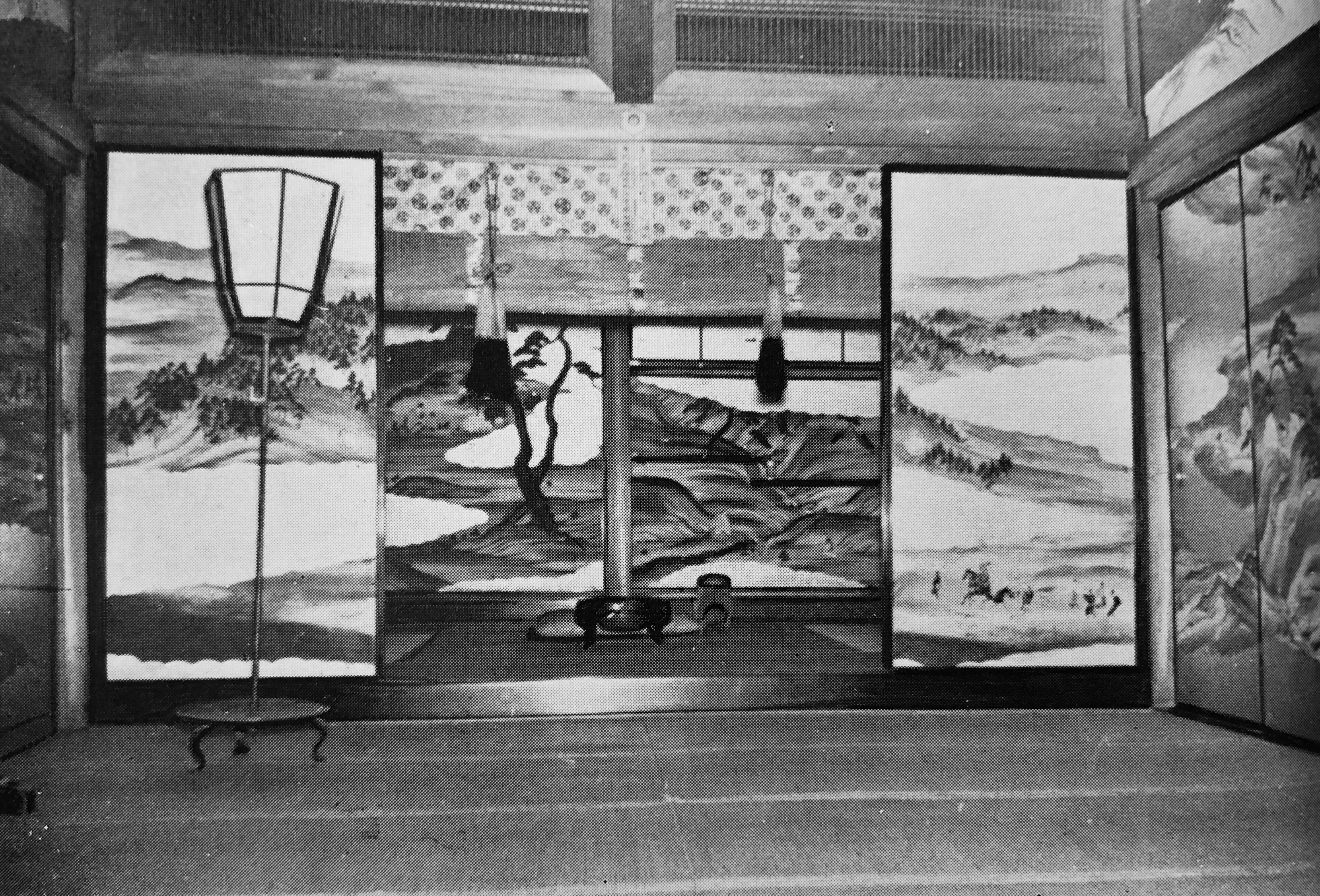
『大方丈障壁画』（1857年作）。大樹寺所蔵。重要文化財に指定されている。

嘉永3年（1850年）には蔵人所衆である岡田家の養嗣子となり、蔵人所衆の役に就く。同年6月3日正六位下式部大掾に任じられ、安政2年1月22日に式部少丞に転じる（『地下家伝』）。岡田家は元は樋口家家臣であったが、江戸中期の朝儀再興のための官人増員の際に地下家に加えられた（1771年）。その後、1836年に当時の岡田栄抦が生活難から持参銀と引き換えに近江国野洲村出身の医師・青木図書を養子として「岡田恭純」と名乗らせるが、やがて両者は不仲となり恭純は岡田家の官人としての株を売った。為恭はその株を買い表向きはその養子となった。為恭の作品は、こうした官職を長々と署名する事が多い。為恭は王朝文化を追慕するあまり、住居や衣服、生活様式そのものを平安時代風に改めて往古を偲んだという。嘉永6年（1853年）、仏書にも通じていた為恭は、天台宗僧侶の願海（千日回峰行大行満大阿闍梨）が著した『勧発菩提心文』の挿絵を描いたことが切っ掛けで願海と深く交流、彼の依頼で多くの仏画を描く。
安政2年（1855年）、三条実万の斡旋により御所へ出仕し、小御所北廂襖絵を描く（現存）。翌年8月には関白九条尚忠の直廬預となる。
安政4年（1857年）、火災で大半が焼失した大樹寺より依頼を受け、「大方丈障壁画」を制作した。
安政7年（1860年）には、九条尚忠の特使として金刀比羅宮に訪れ、同社に幾つも作品を残した。この頃、社会的な身分も上昇と並行して画技も成熟した。

### 非業の最期
黒船来航により尊王論が巻き起こると、為恭も巻き込まれることになる。為恭は尊王攘夷派から王朝擁護と見られていたものの、佐幕派の要人宅に出入りするなどの行動が「尊王攘夷派の情報を漏らしているのではないか」との疑心を抱かせ、命を狙われることになる。
為恭は、『伴大納言絵詞』を所有していた小浜藩主である京都所司代・酒井忠義に、閲覧の許可を得るために接近していた。為恭の願いはかなえられ、『伴大納言絵詞』を模写しており、2010年にはこの模写の存在が公にされた。しかしながら、京都所司代は尊王攘夷派からすれば「敵」の出先機関であり、ここに出入りした為恭は佐幕派と見做されてしまった。
文久2年（1862年）8月、為恭は過激な尊王攘夷派から命を狙われ、逃亡生活が始まる。願海がいる紀伊国の粉河寺に逃れ9か月潜伏、名も「心蓮光阿」と僧侶風に改め、寿碑（生前の墓）を立てるなど隠蔽に努めた。しかし尊王攘夷派の追跡は厳しく、堺から大和国丹波市（現在の奈良県天理市）の内山永久寺に逃れるが、追っ手が迫りさらに逃亡するも、元治元年5月5日、近隣の丹波市郊外の鍵屋辻で、長州藩の大楽源太郎らによって捕縛、殺害された。享年42。
遭難地を示す石碑がJR桜井線沿いにあり、そこから徒歩30分ほどの善福寺（天理市）に墓所がある。逃避行まで連れ添った綾衣という妻がいた。
弟子は多かったと言われ、従兄弟の田中有美、庄内地方に多くの作品が残る市原円潭など。また山内堤雲が少年時代に習っていた。

## 代表作
| 作品名                                  | 技法         | 形状・員数 | 寸法（縦x横cm）  | 所有者                             | 年代                                          | 落款・落款                                                                  | 備考                               |
| --------------------------------------- | ------------ | ---------- | ---------------- | ---------------------------------- | --------------------------------------------- | --------------------------------------------------------------------------- | ---------------------------------- |
| 年中行事絵巻                            | 紙本著色     | 1巻        |                  | 細見美術館                         | 天保14年（1843年）2月5日                      |                                                                             | 重要美術品                         |
| 法然上人行状絵                          |              |            |                  | 増上寺、知恩院、金刀比羅宮、大音寺 | 天保15年（1844年）7月から嘉永6年（1853年）3月 |                                                                             | 大音寺本は長崎県指定有形文化財     |
| 大江千里観月図                          | 絹本墨画著色 | 1幅        | 105.8x50.3       | 出光美術館                         |                                               | 款記「蔵人所衆正六位下式部省大録菅原朝臣為恭寫之」                          |                                    |
| 雪月花図                                | 絹本墨画著色 | 双幅       | 161.0x85.0（各） | 出光美術館                         |                                               | 各幅に款記「蔵人所衆正六位下式部省大録菅原朝臣為恭寫之」                    |                                    |
| 熊野行幸図                              | 絹本著色     | 1幅        | 110.5x42.4       | 湯木美術館                         |                                               | 款記「蔵人所衆正六位下式部小丞菅原朝臣為恭圖之」/朱文方印                   |                                    |
| Twelve Poetic Immortals and Their Poems | 紙本金地著色 | 六曲一双   | 84x315（各）     | シカゴ美術館                       | 嘉永3年（1850年）                             |                                                                             |                                    |
| 釈迦三尊像                              | 紙本墨画     | 1幅        | 243.0x131.8      | 大雲院 (京都市)                    | 嘉永3年（1850年）                             | 落款「嘉永第三暦庚戌秋日 蔵人所衆正六位下行式部省大録菅原朝臣為恭謹敬圖之」 |                                    |
| 三十六歌仙画帖                          | 紙本淡彩     | 1帖        |                  | 大阪市立美術館                     | 嘉永5年（1852年）                             | 落款「嘉永五暦壬子正月日 蔵人所衆正六位下式部省大録菅原朝臣為恭写之」       |                                    |
| 石清水臨時祭・年中行事騎射図            | 紙本著色     | 六曲一双   |                  | 白鶴美術館                         |                                               |                                                                             |                                    |
| 宇治川図屏風                            | 紙本著色     | 八曲一隻   |                  | 高山寺                             |                                               |                                                                             |                                    |
| 春秋鷹狩茸狩図屏風                      | 紙本著色     | 六曲一双   |                  | 大和文華館                         |                                               |                                                                             |                                    |
| 京都御所小御所襖絵                      | 紙本著色     | 襖6面      |                  | 宮内庁京都事務所                   | 安政2年（1855年）                             |                                                                             |                                    |
| 鷹狩・曲水宴図襖絵                      | 絹本著色     | 襖4面      |                  | 個人                               | 安政2-3年（1855-56年）                        |                                                                             |                                    |
| 大樹寺大方丈障壁画                      |              | 約145面    |                  | 大樹寺                             | 安政4年（1857年）                             |                                                                             | 重要文化財                         |
| 天井龍図（通称「丸龍」）                | 紙本墨画金泥 |            |                  | 金刀比羅宮                         | 安政6年（1859年）                             |                                                                             |                                    |
| 山越阿弥陀図                            | 絹本著色     | 1幅        |                  | 大倉集古館                         | 文久3年（1863年）夏                           |                                                                             | 重要美術品                         |
| 忠孝図                                  | 絹本著色     | 双幅       | 147.5x50.5（各） | 個人                               |                                               | 各図に款記「御子左藤原為恭図之」                                            | 山形県指定文化財。題字は徳川斉昭。 |
| 古岳上人像                              | 絹本著色     | 1幅        | 116.8x51.5       | 個人                               |                                               | 落款「光阿」/「菅」朱文方印                                                 | 山形県指定文化財                   |
| 法然上人像                              | 紙本墨画     | 1幅        | 92.3x29.5        | 個人                               |                                               |                                                                             | 山形県指定文化財                   |

## 参考資料
- 逸木盛照 著『冷泉為恭 : 為恭と願海の生涯』,中外出版,大正14. 国立国会図書館デジタルコレクション
- 村松梢風『本朝画人伝 中』中央美術社、1926年（後に中央公論社で復刊。1976年中公文庫版は4巻収録 ISBN 978-4-122-00392-7。1985年ハードカバー版は2巻収録 ISBN 978-4-124-02512-5）
- 中村渓男「冷泉為恭の画事」『MUSEUM』第327号（東京国立博物館編集発行、1978年6月）pp.4-21
- 中村溪男 『日本の美術261 冷泉為恭と復古大和絵』至文堂、1988年 ISBN 978-4-7843-3261-8
- 『新編 岡崎市史 総集編 20』新編岡崎市史編さん委員会、1993年3月15日。

特別展図録
- 根津美術館編集・発行『植村和堂コレクション 冷泉為恭─復古大和絵の画人たち─1993年11月、NCID BN11469953、OCLC BN11469953。
- 小林忠 榊原悟 神谷浩『冷泉為恭展─幕末やまと絵夢花火』岡崎市美術博物館編集・発行、2001年
- 伊藤大輔責任編集『平成の大遷座祭斎行記念 冷泉為恭とその周辺 ─模本と復古やまと絵』金刀比羅宮、2004年
- 大和文華館編集・発行『特別展 復古大和絵師 為恭 ─幕末王朝恋慕─』2005年11月